# Авіаційна дивізія

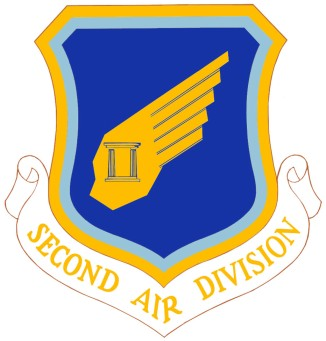
Емблема 2-ї авіаційної дивізії ПС США

Прапор 1-ї авіаційної дивізії Люфтваффе

Авіаці́йна диві́зія (ад) — основне авіаційне тактичне з'єднання авіації Військово-повітряних сил, призначена для вирішення тактичних і оперативних завдань самостійно або спільно з іншими видами і родами збройних сил (ЗС) багатьох держав. В залежності від роду авіації, до якого вона належить, авіаційна дивізія виконує властиві цьому роду завдання в операціях сухопутних військ, ВМС, а також у повітряних і повітряно-десантних операціях у взаємодії із з'єднаннями і частинами інших родів авіації і видів збройних сил.
Авіаційна дивізія складається з управління, кількох авіаційних полків (крил, ескадр) одного роду авіації (у змішаних авіаційних дивізіях — з частин різних родів авіації) і частин (підрозділів) забезпечення. Авіаційні дивізії можуть бути окремими або входити до складу авіаційного оперативного об'єднання (з'єднання).
Авіаційні дивізії бувають: бомбардувальні, важкобомбардувальні, винищувально-бомбардувальні, штурмові, винищувальні, змішані, морські ракетоносні, транспортні тощо. Крім того, авіаційна дивізія можуть отримувати найменування залежно від завдань, які на неї покладаються, наприклад, дивізія авіаційної підтримки (ВПС ФРН). У ВПС США авіаційна дивізія має у своєму складі, як правило, 3 авіаційних крила і підрозділи матеріального забезпечення і входять до складу повітряних армій або безпосередньо в авіаційні командування. Винищувальна авіаційна дивізія тактичного авіаційного командування США налічує понад 200 тактичних винищувачів.
Важкобомбардувальна авіаційна дивізія стратегічного авіаційного командування США складається з 45—60 бомбардувальників B-52 «Стратофортрес» і 45—60 літаки-заправників КС-135; чисельність особового складу авіаційної дивізії — понад 8 тис. чоловік.
У радянських ВПС авіаційна дивізія почали формуватися з 1938. У роки Другої світової війни в радянських ВПС авіаційна дивізія зазвичай складалися з 3 авіаційних полків і налічували 98 літаків (бомбардувальна авіаційна дивізія) або 124 літаки (винищувальна та штурмова авіаційні дивізії).